# Gare de Cases-de-Pène
La gare de Cases-de-Pène est une gare ferroviaire française, fermée, de la ligne de Carcassonne à Rivesaltes, située sur le territoire de la commune d'Espira-de-l'Agly, dans le département des Pyrénées-Orientales, en région Occitanie.
Elle est mise en service en 1901 par la Compagnie des chemins de fer du Midi et du Canal latéral à la Garonne. C'est une halte ferroviaire du Train du pays Cathare et du Fenouillèdes, desservie par tous le trains touristiques de cette association.

## Situation ferroviaire
Établie à 53 mètres d'altitude, la gare de Cases-de-Pène est située au point kilométrique (PK) 463,765 de la ligne de Carcassonne à Rivesaltes entre les gares ouvertes d'Espira-de-l'Agly et d'Estagel,.

## Histoire
La gare de Cases-de-Pène est mise en service le 14 juillet 1901 lors de l'ouverture du tronçon entre Saint-Paul-de-Fenouillet et Rivesaltes de la ligne de Carcassonne à Rivesaltes.
La section entre Quillan et Rivesaltes est fermée au trafic voyageurs le 18 avril 1939. 
En 1992, l'association TPCF est créée et le premier train circula en 2001.
En 2011, la section entre Saint-Paul-de-Fenouillet et Cases-de-Pène est rouverte au trafic marchandises.

## Patrimoine ferroviaire

### Bâtiment et installations
Le bâtiment, quoiqu'en ruine, est toujours présent sur le site.

### Train touristique
Cases-de-Pène est desservie par des circulation du Train du pays Cathare et du Fenouillèdes (TPCF).